# Kílian Jornet i Burgada
Kílian Jornet i Burgada (Sabadell, 27 ottobre 1987) è uno scialpinista, ultramaratoneta e skyrunner spagnolo.
Ha vinto la classifica finale dello Skyrunner World Series in tre edizioni consecutive dal 2007 al 2009, successivamente dal 2012 al 2014 e ancora nel 2018.

## Biografia
Da sempre legato alla montagna, Kílian Jornet i Burgada è nato e cresciuto a Cap del Rec, un rifugio a 2000 metri, gestito dalla sua famiglia a Lles de Cerdanya. I suoi genitori, grandi appassionati di sport e di montagna, sin da bambino l'hanno coinvolto in parecchie ascensioni, anche in quota; a cinque anni Jornet i Burgada aveva già toccato i suoi primi tremila e quattromila. All'età di tredici anni ha iniziato a fare gare agonistiche di sci alpinismo, entrando nel CTEMC (Centro de Tecnificación de esquí de montaña), un centro di scialpinismo della Catalogna.
Come molti altri scialpinisti (tra cui Agustí Roc, Manu Pérez o Toti Bes), in estate gareggia nelle corse a piedi per prepararsi (da ottobre ad aprile) alla stagione invernale. Vive a Romsdahl in Norvegia con la sua fidanzata Emelie Forsberg e le sue figlie Maj e Ylva-Li; in precedenza ha vissuto a Les Houches, ai piedi del Monte Bianco a Font-Romeu-Odeillo-Via, una stazione sciistica a 1800 metri, dove si allenava e frequentava l'università di scienze e tecniche delle attività fisiche e sportive.
Con più di 75 000 voti a favore, Kílian Jornet è stato eletto dai lettori di National Geographic "Adventurer of the Year" per il 2014.

## Trail running e skyrunning

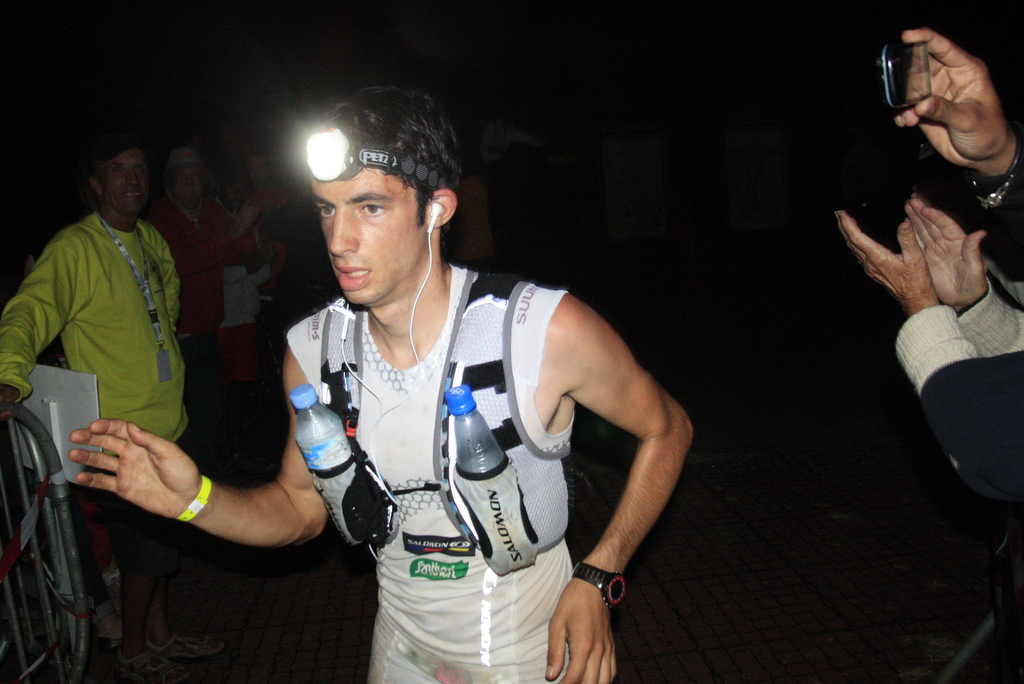
Kilian Jornet durante Le Grand Raid de la Réunion 2010

Il 17 giugno 2009 ha battuto in 32h54' il record del percorso GR 20, che attraversa l'intera isola della Corsica, riducendo di quasi quattro ore il record precedente detenuto dall'italiano Piero Santucci. Il GR 20 è considerato la via più dura sulla lunga distanza in Europa, con circa 200 km e 12 000 metri di dislivello cumulativo.
Il 30 settembre 2009 Kílian Jornet ha superato un altro record; questa volta in Sierra Nevada (Stati Uniti), concludendo il Tahoe Rim Trail, un percorso di 165 miglia (266 chilometri circa) intorno al Lago Tahoe che attraversa gli Stati della California e del Nevada. Il precedente record di 45h38' apparteneva a Tim Twietmeyer: Kílian Jornet concluse il percorso in 38h32'.
Il 9 giugno 2010 Jornet i Burgada ha portato a termine la traversata dei Pirenei in otto giorni e tre ore. L'atleta spagnolo, partito da Cabo Higuer sulle rive dell'Atlantico con l'ausilio di un Gps e un telefono, è arrivato al Mar Mediterraneo dopo una corsa lunga 830 chilometri e un totale di 40 000 metri di dislivello complessivo. Il precedente record era intorno ai 15 giorni, mentre i normali escursionisti percorrono questa distanza in non meno di un mese.
Il 28 settembre 2010 ha stabilito, in 7h14', il nuovo primato di velocità di salita e discesa del Kilimanjaro, detenuto dal 2004 dal tanzaniano Simon M'Tuy in 8h27'. Partito da Umbwe Gate (1 651 metri), ha raggiunto i 5 895 metri della cima in 5h23'50" abbassando di ben 50 minuti il record di sola salita fatto registrare dal kazako Andrej Puchinin nel 2009, mentre il tempo della discesa, al cancello di Mweka (dopo 41 km e 8 492 metri di dislivello complessivo), è stato di 1h51': totale 7 ore e 14 minuti, che gli hanno permesso di abbassare il precedente record del percorso di più di un'ora.
Il 14 giugno 2011 ha impiegato 5 ore e 19 minuti per stabilire il nuovo record di salita e discesa del Monte Olimpo. L'atleta catalano è salito sulla montagna degli dèi dell'antica Grecia percorrendo la via più diretta possibile, tagliando numerose volte il sentiero e attraversando anche tratti di roccia esposti. E dopo un errore di percorso, che gli ha fatto perdere 20 minuti circa, Jornet ha deciso di scalare anche la terza cima dell'Olimpo (vetta Stefani 2 908 metri), oltre alle due principali (vetta Mitikas 2 918 metri e vetta Skolio 2 912 metri) come da programma. In totale, il percorso misurava 44 km per un dislivello complessivo di circa 6 200 metri su terreno molto tecnico.
Il 12 maggio 2013, a inizio stagione agonistica, partecipa alla Transvulcania Ultramaratón vincendola e stabilendo il nuovo record del percorso in 6h54'09".
Il 2014 costituisce per Kílian Jornet una stagione agonistica densa di successi e primati. Il 27 e il 29 giugno si aggiudica rispettivamente i titoli di campione del mondo skyrunning nelle specialità Vertical Kilometer e SkyMarathon, gare disputate a Chamonix. Il 12 luglio 2014 partecipa alla Hardrock 100 nello stato del Colorado, una delle ultratrail più impegnative nel panorama nordamericano, con 162 km di percorso e 10 000 metri di dislivello. Jornet vince stabilendo il nuovo record della corsa in 22h41'35". Egualmente vince e stabilisce il primato della corsa al Trofeo Kima, al Giir di mont e alla Zegama-Aizkorri mendi maratoia. L'11 ottobre conclude la Skyrunner World Series a Limone sul Garda trionfando in tutte e tre le specialità, la Sky, il Vertical Kilometer e l'Ultra.

### Summits of my Life
A partire da giugno 2012 Kílian Jornet ha dato vita a "Summits of my Life", un nuovo progetto che lo vede impegnato nel tentativo di migliorare i record di salita e discesa in autosufficienza di alcune fra le più note e alte montagne della Terra: Monte Bianco, Cervino, Monte Elbrus, Aconcagua, Monte McKinley, Everest.
Purtroppo, durante la prima sfida, il Mont Blanc Crossing, una traversata di due giorni dell'intero massiccio del Monte Bianco da Les Contamines Montjoie, in Francia, a Champex, in Svizzera, il 17 giugno il compagno Stéphane Brosse ha perso la vita sull'Aiguille d'Argentière (3 900 m), precipitando per circa 600 metri dopo esser stato tradito da una cornice di neve che ha ceduto sotto i suoi piedi.
Dopo un periodo trascorso negli Stati Uniti conclusosi con l'ennesimo successo fatto registrare sul Grand Teton, dal Lupine Meadows Trailhead alla vetta e ritorno per un totale di 12,5 miglia e 7 428 piedi in due ore e 54 minuti (il precedente record apparteneva a Bryce Thatcher in 3 ore e 6 minuti), Kílian Jornet è tornato sul Monte Bianco per compiere, questa volta, la traversata Courmayeur-Chamonix, percorrendo in solitaria la via Innominata in appena 8 ore 42 minuti e 57 secondi. Partito martedì 18 settembre 2012 alle 3:53 del mattino dalla chiesa di Courmayeur, alle 10:15 è giunto in cima ai 4 810 metri del Tetto delle Alpi, per poi scendere in due ore e 19 minuti, arrivando a Chamonix lungo la Voie Royale.
L'11 luglio 2013 Kílian Jornet, sempre nell'ambito del progetto "Summits of my Life", tenta l'impresa sul Monte Bianco. Partito alle 4:46 dalla chiesa di Chamonix (1 037 metri di quota), raggiunge la vetta (4 808 metri di quota) in 3h33', per poi ridiscendere a Chamonix in 1h24', realizzando il tempo record di 4h57'40", circa 13 minuti in meno del precedente, appartenente a Pierre André Gobet. L'atleta era partito accompagnato da Mathéo Jacquemoud, che però, a causa di un infortunio durante il tratto in discesa, ha dovuto abbandonare.
Il 21 agosto 2013 ha stabilito il record di salita e discesa del Cervino da Breuil-Cervinia, con il tempo di 2 ore, 52 minuti e 2 secondi. Jornet ha impiegato 1 ora, 56 minuti e 15 secondi per la salita e circa 55 minuti per la discesa. Ha abbassato di 22 minuti il precedente record di Bruno Brunod di 3 ore e 14 minuti, stabilito nell'agosto 1995.
Dopo aver rimandato l'impresa col Monte Elbrus per avverse condizioni meteorologiche, Il 7 giugno del 2014 Jornet stabilisce il record in solitaria sul Monte McKinley (6 194 m) in 11h48' (tempo di ascensione: 9h45'), superando di ben 5 ore il precedente record del 2013 detenuto da Ed Warren in 16h46'.
Nel mese di dicembre dello stesso anno, Kílian Jornet i Burgada affronta l'Aconcagua, la montagna nella cordigliera delle Ande argentine che coi suoi 6 962 m.s.l.m. costituisce la vetta più alta del continente americano. Dopo un primo tentativo andato a vuoto a causa del vento che soffiava a 90 km/h presso quota 6 500 m, Jornet ritenta quattro giorni dopo, il 23 dicembre 2014. Partito da Horcones, dove è situato l'ingresso del Parco nazionale di Aconcagua, il catalano raggiunge la vetta e ridiscende in un tempo complessivo di 12h49', battendo quindi sia il record ufficiale del portoghese Carlos Gómez, sia quello ufficioso dell'asturiano Jorge Egocheaga.

## Palmarès

### Sci alpinismo

#### Mondiali
- Campione mondiale di sci alpinismo Individuale nel 2011 e nel 2015.
- Campione mondiale di sci alpinismo Vertical race nel 2010, 2011, 2013, 2015 e nel 2017.

#### Europei
- Campione europeo di sci alpinismo Combinata nel 2012.
- Campione europeo di sci alpinismo Vertical race nel 2009, nel 2012 e nel 2018.

#### Coppa del Mondo
- Vincitore della Coppa del Mondo nel 2011 e nel 2012
- Vincitore della Coppa del Mondo di individuale nel 2009, 2010, 2011 e nel 2016
- Vincitore della Coppa del Mondo di vertical nel 2015 e nel 2016

- 41 podi
  - 28 vittorie (17 individuali, 11 vertical)
  - 10 secondi posti
  - 3 terzi posti

##### Coppa del Mondo - vittorie
| Data             | Luogo                     | Paese    | Disciplina  |
| ---------------- | ------------------------- | -------- | ----------- |
| 26 gennaio 2008  | Valerette Altiski         | Svizzera | Individuale |
| 20 dicembre 2008 | Civetta Ski Raid          | Italia   | Individuale |
| 19 dicembre 2009 | Pila                      | Italia   | Individuale |
| 20 febbraio 2010 | Trofeo dell'Etna          | Italia   | Individuale |
| 9 gennaio 2011   | Ski Ecrins                | Francia  | Individuale |
| 6 marzo 2011     | Marmotta Trophy           | Italia   | Individuale |
| 16 aprile 2011   | Memorial P. Malinowskiego | Polonia  | Individuale |
| 21 gennaio 2012  | Font Blanca               | Andorra  | Vertical    |
| 22 gennaio 2012  | Font Blanca               | Andorra  | Individuale |
| 24 febbraio 2012 | Trofeo dell'Etna          | Italia   | Vertical    |
| 12 gennaio 2013  | Ahrntal                   | Italia   | Vertical    |
| 26 gennaio 2013  | Alpiniski                 | Svizzera | Individuale |
| 18 gennaio 2014  | Verbier                   | Svizzera | Individuale |
| 8 febbraio 2014  | La Pitturina Ski Race     | Italia   | Individuale |
| 1 marzo 2014     | Diablerets 3D             | Svizzera | Individuale |
| 2 marzo 2014     | Diablerets 3D             | Svizzera | Vertical    |
| 12 gennaio 2015  | Ski Ecrins                | Francia  | Vertical    |
| 24 gennaio 2015  | Font Blanca               | Andorra  | Individuale |
| 25 gennaio 2015  | Font Blanca               | Andorra  | Vertical    |
| 16 gennaio 2016  | Font Blanca               | Andorra  | Individuale |
| 17 gennaio 2016  | Font Blanca               | Andorra  | Vertical    |
| 30 gennaio 2016  | Valtellina Orobie         | Italia   | Individuale |
| 6 febbraio 2016  | Alpiniski                 | Svizzera | Vertical    |
| 19 febbraio 2016 | Transcavallo              | Italia   | Individuale |
| 18 marzo 2016    | Mondolé Ski Alp           | Italia   | Vertical    |
| 19 marzo 2016    | Mondolé Ski Alp           | Italia   | Individuale |
| 1 marzo 2017     | Piancavallo               | Italia   | Vertical    |
| 9 febbraio 2018  | Puy Saint Vincent         | Francia  | Vertical    |

#### Altro
Altri titoli:
- Vincitore del Tour du Rutor 2012
- Primo al Trofeo Mezzalama 2011
- Primo al Mountain attack 2011, 2012
- Vincitore della Pierra Menta nel 2008 (con Florent Troillet), 2010 (con Florent Troillet), 2011 (con Didier Blanc)
- Campione di Spagna individuale e Vertical Race 2008, 2009, 2010, 2011, 2012
- Campione del mondo Espoir vertical race e lunga distanza 2008
- Vincitore della Coppa dei Campioni Grindelwald 2007
- Campione Europeo Junior indiuviduale, verticale e a staffetta 2007
- Campione del mondo Cadetti Vertical Race 2004

### Skyrunning
- Campione del mondo skyrunning Kilometro verticale 2014 (Mont-Blanc Vertical KM)
- Campione del mondo Buff Skyrunner World Series 2007, 2008, 2009, 2012, 2013, 2014, 2018
- Campione del mondo Skyrunner World Series Ultra 2010, 2014
- Campione del mondo skyrunning 2010 (Giir di Mont), 2014 (Mont-Blanc Marathon)
- Campione europeo di skyrunning 2008
- Campione di Skyrace e combinata SkyGames 2008

#### Altro
Altri titoli:
- 1º Ultra Pirineu Trail 2015, 2021
- 1º Mount Marathon Race 2015 (c.r.)
- 1º Hardrock Hundred Mile Endurance Run 2014, 2015, 2016, 2017, 2022 (senso orario, c.r.)
- 1º Transvulcania Ultramaratón 2013 (c.r.)
- 1º Dolomites Vertical Kilometer 2013 (w.r.)
- 1º Ultra Cavalls del Vent 2012
- 1º Western States Endurance Run 2011, con 15h34', primo vincitore non statunitense della competizione; al 2011 terzo tempo di sempre, vincitore in assoluto più giovane in tutte le 38 edizioni della gara[36]
- 1º Table Mountains 2011
- 1º TNF 100, Australia 2011
- 1º Le Grand Raid de la Réunion 2010
- Record della traversata dei Pirenei (8 giorni e 3 ore) 2010
- 1º Trofeo Kima 2010, 2012, 2014, 2018 (c.r.)
- Record GR 20 (32h54') 2009
- Record Tahoe Rim Trail (38h32') 2009
- 1º Sierre-Zinal 2009, 2010, 2014, 2015, 2017, 2018, 2019 (c.r.), 2020, 2021, 2024
- 1º Ultra-Trail du Mont-Blanc 2008, 2009, 2011, 2022[37]
- 1º Dolomites Skyrace 2008, 2012, 2013, 2014
- 1º Giir di mont 2008, 2009, 2010, 2011, 2014 (c.r.)
- 1º Sentiero delle Grigne 2007, 2008
- 1° Climbathon Malesia 2007, 2009, 2011
- 1º Skyrace Andorra 2007, 2008, 2009
- 1º Zegama-Aizkorri mendi maratoia 2007, 2008, 2010, 2011, 2012, 2013, 2014, 2016, 2019, 2022 (c.r.), 2024
- 1º Ontake skyrace 2007
- 1º Marathon du Mont Blanc (42km) 2017, 2018
- 1º Salomon Glen Coe Skyline Race (55km) 2017
- 1º Half Marathon Geiranger 2017
- 1º Bob Graham Round (106km) 2018 (new record)
- 1º Ring of Steall Skyrace 2018
- 1º Lomseggen Upp 2018
- 1º Pikes Peak Marathon 2019
- 1º Annapurna Trail Marathon 2019
- 1º Fjällmaraton 2021

## Filmografia
- A fine line - 2012 - 52'[38]